# أندرو باركر (عالم حيواني)
أندرو باركر (بالإنجليزية: Andrew Parker)‏ هو عالم حيوانات أسترالي، ولد في 1967.